# Kahoukapu
Kahoukapu je bio kralj otoka Havaji na drevnim Havajima. Bio je 10. poznati kralj otoka; umro je 1405.
Prema vjerovanju Havajaca, Kahoukapu je imao „najbolje“ porijeklo – bio je sin polubrata i polusestre; taj brak je bio „sveta unija“. Roditelji su mu bili kralj Havaja Kuaiwa i njegova polusestra, poglavarka Kamuleilani (Kainuleilani) te je bio potomak svećenik-čarobnjaka Haunaʻakamahale i kraljice Malamaʻihanaʻae.
Oženio je svoju sestru Hukulani te je njihov sin bio princ Makalae, koji je smatran bogom te je imao velik kapu (kapu = zabrana pristupa podanicima). Na Havajima je unija brata i sestre – ili bratića i sestrične – bila sveta i djeca rođena iz nje smatrana su ljudima posebnih moći.
On je oženio i ženu zvanu Laakapu. Njihov sin je bio kralj Kauholanuimahu.